# 1113-as busz
Az 1113-as jelzésű távolsági autóbusz Budapest, Népliget autóbusz-pályaudvar és Bácsalmás, autóbusz-állomás között közlekedik. A viszonylatot a MÁV Személyszállítási Zrt. üzemelteti.

## Közlekedése
A járat Budapestet és Bácsalmást köti össze Kiskunlacháza, Dömsöd és Solt érintésével. Bácsalmás felé munkaszüneti napokon kettő, a többi napon egy járat közlekedik, míg Budapest felé a hetek első munkanapját megelőző napokon egy, a többi napon két járat közlekedik. 2024. július 1-től munkaszüneti napok kivételével naponta egy járat Bácsalmás felé, a hetek első munkanapját megelőző napokon Budapest felé egy járat gyorsjáratként közlekedik, Kalocsa és Budapest között a Tomori Pál hídon és az M6-os autópályán át 1123-as jelzéssel.

## Megállóhelyei
| 0   | Budapest, Népliget autóbusz-pályaudvar végállomás | 250 | 1, 1A 83 254E 901, 914, 914A, 918, 950, 950A 607, 608, 626, 627, 628, 629, 630, 631, 632, 633, 635, 636, 650, 653, 654, 655, 656, 657, 659, 660, 661, 679, 705 1080, 1081, 1085, 1087, 1090, 1092, 1094, 1110, 1111, 1115, 1120, 1121, 1125, 1131, 1134, 1136, 1172, 1173, 1174, 1175, 1176, 1177, 1183, 1184, 1185, 1188, 1189, 1190, 1191, 1193, 1194, 1201, 1205, 1212, 1215, 1216, 1229, 1251, 1253, 1254, 1257, 1268 |
| 20  | Dunaharaszti elágazás (Némedi út)                 | 227 | 632, 633, 656, 657, 659, 660 1110, 1111, 1115 |
| 43  | Kiskunlacháza, vasútállomás elágazás              | 206 | 645, 647, 648, 650, 651, 653, 654, 656, 659, 660, 661, 665, 668, 669, 670 1110, 1111, 1115 |
| 47  | Kiskunlacháza, Móricz Zsigmond utca               | 202 | 660 1110, 1111 |
| 58  | Dömsöd, vasútállomás elágazás                     | 192 | 646, 649, 660, 668, 669, 671 1110, 1111 |
| 60  | Dömsöd, Kossuth Lajos utca 136.                   | 189 | 646, 649, 660, 668, 669, 671 1110, 1111 |
| 67  | Tass, Március 15. utca                            | 182 | 646, 653 1110, 1111 5241, 5311, 5362, 5364, 5392 |
| 68  | Tass, Telep utca                                  | 181 | 1110, 1111 |
| 72  | Szalkszentmárton, bejárati út                     | 177 | 1110, 1111 5362 |
| 83  | Dunavecse, autóbusz-váróterem                     | 167 | 1110, 1111 5231, 5234, 5311, 5362, 5364, 5365, 5392, 8202, 8203 |
| 88  | Apostag, vasútállomás                             | 162 | 1110, 1111 5231, 5234, 5311, 5362, 5364, 5365, 8202, 8203 |
| 99  | Solt, Aranykulcs tér                              | 150 | 1110, 1111, 1499, 1507, 1510, 1512, 1513, 1528, 1529, 1547, 1568, 1803 5058, 5227, 5231, 5234, 5311, 5350, 5359, 5362, 5364, 5365, 5381, 5382, 5502, 8202, 8203, 8205, 8206, 8207 |
| 114 | Harta, autóbusz-váróterem                         | 136 | 1110, 1111, 1803 5227, 5243, 5311, 5354, 5359, 5360, 5364, 5365, 5368 |
| 122 | Dunapataj, iskola                                 | 128 | 1110, 1111, 1803 5227, 5243, 5311, 5312, 5359, 5360, 5364, 5365, 5368, 5376 |
| 136 | Kalocsa, kórház                                   | 114 | 1110, 1111, 1803 5227, 5243, 5310, 5311, 5314, 5349, 5354, 5355, 5359, 5360, 5364, 5365, 5366, 5367, 5368, 5369, 5370, 5371, 5372, 5373, 5375, 5376 |
| 141 | Kalocsa, autóbusz-állomás                         | 105 | 555 1110, 1111, 1566, 1803 5056, 5058, 5218, 5227, 5232, 5243, 5295, 5306, 5310, 5311, 5312, 5314, 5316, 5349, 5353, 5354, 5355, 5358, 5359, 5360, 5364, 5365, 5366, 5367, 5368, 5369, 5370, 5371, 5372, 5373, 5375, 5376 |
| 153 | Bátya, autóbusz-váróterem                         | 97  | 1110, 1566 5310, 5311, 5312, 5314, 5353, 5355, 5358, 5359 |
| 160 | Fajszi elágazás                                   | 89  | 1110, 1566 5310, 5311, 5312, 5314, 5353, 5355, 5358, 5359 |
| 166 | Dusnok, autóbusz-váróterem                        | 84  | 1110, 1566 5310, 5311, 5312, 5314, 5353, 5358, 5359 |
| 178 | Sükösd, autóbusz-váróterem                        | 72  | 1110, 1524 5219, 5226, 5310, 5311, 5312, 5314, 5315, 5316, 5358 |
| 184 | Érsekcsanád, autóbusz-váróterem                   | 66  | 1110, 1524 5219, 5226, 5310, 5311, 5312, 5314, 5315, 5316, 5358 |
| 191 | Bajaszentistván                                   | 59  | 1, 2, 5, 7 1110 5219, 5226, 5310, 5311, 5312, 5314, 5315, 5316, 5358 |
| 195 | Baja, autóbusz-állomás                            | 40  | 3, 4 1110, 1486, 1503, 1504, 1506, 1524, 1577, 1652, 1731 5035, 5042, 5219, 5226, 5289, 5310, 5311, 5312, 5314, 5315, 5316, 5320, 5321, 5323, 5324, 5325, 5326, 5327, 5328, 5329, 5330, 5331, 5332, 5335, 5336, 5337, 5338, 5339, 5358, 5410, 5439, 5650 |
| 222 | Csávoly, autóbusz-váróterem                       | 23  | 1504, 1506, 1577, 1652 5035, 5042, 5289, 5320, 5321, 5323, 5324, 5327, 5328 |
| 227 | Felsőszentiván, autóbusz-váróterem                | 18  | 1504, 1506, 1652 5035, 5042, 5289, 5320, 5321, 5323, 5324, 5327, 5328 |
| 238 | Tataháza, autóbusz-váróterem                      | 7   | 1504, 1506, 1652 5035, 5042, 5216, 5289, 5292, 5304, 5320, 5324, 5325, 5327, 5329 |
| 245 | Bácsalmás, autóbusz-állomás végállomás            | 0   | 5042, 5043, 5216, 5287, 5292, 5300, 5304, 5305, 5306, 5325, 5326, 5327, 5329 |